# Robin Givens
Robin Simone Givens (New York, 27 november 1964) is een Amerikaans actrice. Ze debuteerde op het witte doek in 1978 in de verfilming van de musical The Wiz.

## Levensloop
Givens vader Rueben verdween uit haar leven toen ze nog een kind was, waarna ze opgroeide met haar moeder Ruth en haar jongere zusje. Vanaf haar tiende volgde ze lessen op de American Academy of Dramatic Arts in New York. Na een rolletje als edelfigurant in The Wiz, speelde ze zeven jaar later in 1985 een eenmalige gastrol als vriendin van Theo Huxtable in The Cosby Show. Vanaf dat moment verscheen ze minimaal eens per jaar in televisieseries en/of (televisie)films.
Givens trouwde op 7 februari 1988 met Mike Tyson, maar scheidde op 14 februari 1989 weer van hem. Op 22 augustus 1997 gaf ze opnieuw het jawoord aan haar tweede echtgenoot, haar tennisleraar Svetozar Marinkovic. Ook van hem scheidde ze een jaar later. In oktober 1999 kreeg ze met tennisprof Murphy Jensen een zoon. Dit was Givens tweede zoon, nadat ze een jaar eerder een jongen adopteerde.
In 2007 bracht Givens een boek uit, getiteld Grace Will Lead Me Home.

## Televisie
Givens behoorde nooit tot de vaste cast van een televisieserie, maar verscheen in een aanzienlijk aantal titels in meerdere afleveringen. Zo verscheen ze meer dan eens in onder andere Head of the Class (7x), Courthouse (11x) en House of Payne (3x). Daarnaast acteerde ze van 1989 tot en met 2008 in twaalf televisiefilms.

## Filmografie
televisiefilms niet vermeld
- The Family That Preys (2008)
- Queen of Media (2008)
- Restraining Order (2006)
- Flip the Script (2005)
- Love Chronicles (2003)
- A Good Night to Die (2003)
- Head of State (2003)
- Book of Love (2002)
- The Elite (2001)
- Everything's Jake (2000)
- Secrets (1998)
- Dangerous Intentions (1995)
- Blankman (1994)
- Foreign Student (1994)
- Boomerang (1992)
- A Rage in Harlem (1991)
- The Wiz (1978) (niet op de aftiteling)

## Trivia
- Givens poseerde in 1994 in het septembernummer van Playboy, waarvan ze tevens de omslag sierde (de reportage met Givens verscheen in de Nederlandse editie een maand later).

- Biblioteca Nacional de España: XX1176733
- Bibliothèque nationale de France: cb14033273t (data)
- Gemeinsame Normdatei: 1290721572
- International Standard Name Identifier: 0000 0000 5927 885X
- Library of Congress Control Number: n92096012
- SNAC: w67m4st0
- Virtual International Authority File: 2670750
- WorldCat: E39PBJcwxpcxMqxFF94hBvBByd